# Cyrtophora beccarii
Cyrtophora beccarii là một loài nhện trong họ Araneidae.
Loài này thuộc chi Cyrtophora. Cyrtophora beccarii được Tord Tamerlan Teodor Thorell miêu tả năm 1878.